# نورمن بریسکی
نورمن بریسکی (انگلیسی: Norman Briski؛ زادهٔ ۲ ژانویهٔ ۱۹۳۸) هنرپیشه اهل آرژانتین است.
از فیلم‌ها یا برنامه‌های تلویزیونی که وی در آن نقش داشته‌است می‌توان به طاعون، صلیب اشاره کرد.